# Sofiko Chiaureli
Sofiko Mikheilovna Chiaureli (tiếng Gruzia: სოფიკო ჭიაურელი, tiếng Nga: Софико Михайловна Чиаурел) là một nữ diễn viên gạo cội của Điện ảnh Liên Xô.

## Tiểu sử

### Gia đình
- Con gái của đạo diễn Mikheil Chiaureli và nữ diễn viên Veriko Andjaparidze.
- Em dâu của đạo diễn Eldar Shengelaya.
- Mẹ của đạo diễn Nikoloz Shengelaya.

### Hôn nhân
- Giorgi Shengelaya (? - ?) (li dị) hai con;
- Kote Makharadze (? - 19 tháng 12, 2002) (his death).

## Sự nghiệp

### Phim đã tham gia
- Màu thạch lựu, a 1968 masterpiece in which she played no less than six roles;
- Don't Grieve, a popular Georgy Danelya film;
- Natvris khe;
- Peristsvaleba;
- Ambavi erti kalishvilisa;
- Ambavi Suramis tsikhitsa;
- Ashik Kerib;
- Khevsurian Ballad (đoạt giải nữ diễn viên xuất sắc nhất tại Liên hoan phim Quốc tế Locarno);
- Alibaba và 40 tên cướp
- Ischite zhenschinu;
- Million v brachnoy korzine.

### Vinh danh
- Nghệ sĩ Nhân dân Gruzia (1976);
- Nghệ sĩ Nhân dân Armenia (1979);
- Nữ diễn viên xuất sắc nhất tại Liên hoan phim toàn Liên bang (1966, 1972, 1974);
- vữ diễn viên xuất sắc nhất tại Liên hoan phim Quốc tế Locarno (1965);
- Giải thưởng cấp Nhà nước Liên Xô (1980).